# Paulina Chiziane
Paulina Chiziane (Manjacaze, Gaza, 4 de juny de 1955) és una escriptora moçambiquesa.
Paulina Chiziane va créixer als suburbis de Maputo, anteriorment anomenada Lourenço Marques, membre d'una família protestant en què es parlaven les llengües chopi i ronga. Va aprendre portuguès a l'escola d'una missió catòlica. Va començar els estudis de lingüística a la Universitat Eduardo Mondlane, però ho deixà després d'haver completat el curs.
Va participar activament en l'escena política de Moçambic com a membre de Frelimo (Front d'Alliberament de Moçambic), en el qual va militar durant la joventut. L'escriptora va dir, en una entrevista, que havia après l'art de la militància en el Frelimo. Però va deixar la política per dedicar-se a l'escriptura i la publicació de les seves obres. Entre les raons de la seva elecció va ser la desil·lusió amb les directrius de la política del Frelimo posterior a la independència, especialment en termes de polítiques pro occidentals i ambivalència ideològica interna més o menys relacionada amb les polítiques de monogàmia i poligàmia, ja sigui per les posicions de l'economia política marxistaleninista, o pel que considerava com a hipocresia en relació amb la llibertat econòmica de la dona.
Va començar la seva activitat literària el 1984 amb contes publicats en la premsa de Moçambic. Amb el seu primer llibre, Balada de amor ao vento, editat el 1990, es va convertir en la primera dona de Moçambic a publicar una novel·la.
Paulina viu i treballa a Zambézia.

## Obres
- Balada de amor ao vento:
  - 1a edição, 1990.
  - Lisboa: Caminho, 2003. ISBN 9789722115575.
- Ventos do Apocalipse:
  - Maputo: edição do autor, 1993.
  - Lisboa: Caminho, 1999. ISBN 9789722112628.
- O sétimo juramento. Lisboa: Caminho, 2000. ISBN 9789722113298.
- Niketche: Uma história de poligamia:
  - Lisboa: Caminho, 2002. ISBN 9789722114769.
  - São Paulo: Companhia das Letras, 2004.
  - Maputo: Ndjira, 2009, 6ª edição. ISBN 9789024796281.
- As andorinhas, 2009 1ª Edição, Indico Editores
- O alegre canto da perdiz. Lisboa: Caminho, 2008. ISBN 9789722119764.
- Na mão de Deus,2013.
- Por quem vibram os tambores do Além, 2013
- Ngoma Yethu: O curandeiro e o Novo Testamento, 2015.

## Premis
- Premi José Craveirinha de Literatura de 2003, per Niketche: Uma história de poligamia

## Obres sobre Paulina Chiziane
- MARTINS, Ana Margarida Dias. «The Whip of Love: Decolonising the Imposition of Authority in Paulina Chiziane’s Niketche: Uma História de Poligamia». in The Journal of Pan African Studies Vol.1, núm. 3, març de 2006.
- TEDESCO, Maria do Carmo Ferraz. Narrativas da Moçambicanidade: Os Romances de Paulina Chiziane e Mia Couto e a Reconfiguração da Identidade Nacional[Enllaç no actiu]. Tese apresentada ao Departamento de História da Universidade Federal de Brasília. Brasília: Novembro de 2008.